# Determinizacja automatu skończonego
Determinizacja automatu skończonego – proces tworzenia deterministycznego automatu skończonego (DAS) z niedeterministycznego automatu skończonego (NAS). Transformacja taka jest zawsze możliwa i otrzymany w jej procesie automat akceptuje dokładnie ten sam język, co automat wejściowy. Jakkolwiek, gdy NAS ma {\displaystyle n} stanów, wynikowy DAS może mieć do {\displaystyle 2^{n}} stanów, wykładniczo więcej, co czyni proces niepraktycznym dla dużych NAS.

## Opis metody
Determinizacja niedeterministycznego automatu skończonego {\displaystyle N} polega na konstrukcji deterministycznego automatu {\displaystyle D,} który będzie symulował działanie {\displaystyle N.} Automat {\displaystyle D} po każdym przejściu pamięta zbiór wszystkich stanów, które {\displaystyle N} mógłby osiągnąć w danym kroku. Jeżeli po zakończeniu działania ten zbiór zawiera jakikolwiek stan akceptujący, przeczytane słowo jest akceptowane. Stanami automatu {\displaystyle D} stają się więc zbiory stanów {\displaystyle N.}

## Formalna konstrukcja
Niech {\displaystyle N=(Q_{N},f_{N},q_{0},F_{N})} nad alfabetem {\displaystyle \Sigma } będzie automatem niedeterministycznym o zbiorze stanów {\displaystyle Q_{N},} funkcji przejść {\displaystyle f_{N}:\Sigma \to {\mathcal {P}}(Q_{N}),} stanie początkowym {\displaystyle q_{0}} i zbiorze stanów akceptujących {\displaystyle F_{N}.} Wtedy automat {\displaystyle D=(Q_{D},f_{D},\{q_{0}\},F_{D})} zdefiniowany w następujący sposób:
- {\displaystyle Q_{D}={\mathcal {P}}(Q_{N})}
- {\displaystyle f_{D}:Q_{D}\times \Sigma \ni (S,a)\to \bigcup _{s\in S}f_{N}(s,a)\in Q_{D}}
- {\displaystyle F_{D}=\{S\in Q_{D}:S\cap F_{N}\neq \emptyset \}}

jest deterministyczny i akceptuje ten sam język co {\displaystyle N.}

## Przykład
Dany jest NAS:
- Sn={A,B,C}
- ∑n={0,1}
- sn=A
- An={C}

Odpowiadający mu DAS będzie miał 2|Sn|=23=8 stanów:
- Sd0={α,β,γ,αβ,αγ,βγ,αβγ,ω}

α odpowiada stanowi A, β stanowi B, a γ stanowi C
stan αβ będzie osiągany na przykład, gdy ze stanu A dla 0 na wejściu odpowiada jednocześnie przejście A→A i A→B, inaczej: A × 0 → {A,B}
stan ω może być osiągnięty gdy dla pewnego stanu nie przewidziano przejścia dla którejś z liter z alfabetu wejściowego
- ∑d0={0,1}

alfabet wejściowy nie ulega zmianie
- sd0=α
- Ad0={γ,αγ,βγ,αβγ}

akceptujące są stany w których występuje γ odpowiadająca akceptującemu stanowi C
Ostatni etap polega na usunięciu stanów, których nie można osiągnąć za pomocą żadnej sekwencji liter z alfabetu wejściowego. Należy w tym celu zacząć od stanu początkowego sd0 i oznaczać kolejne stany do których istnieje ścieżka. Ostatecznie otrzymujemy:
- Sd={α,αβ,βγ,ω}
- ∑d={0,1}
- sd=α
- Ad={βγ}